# 燒烤醬

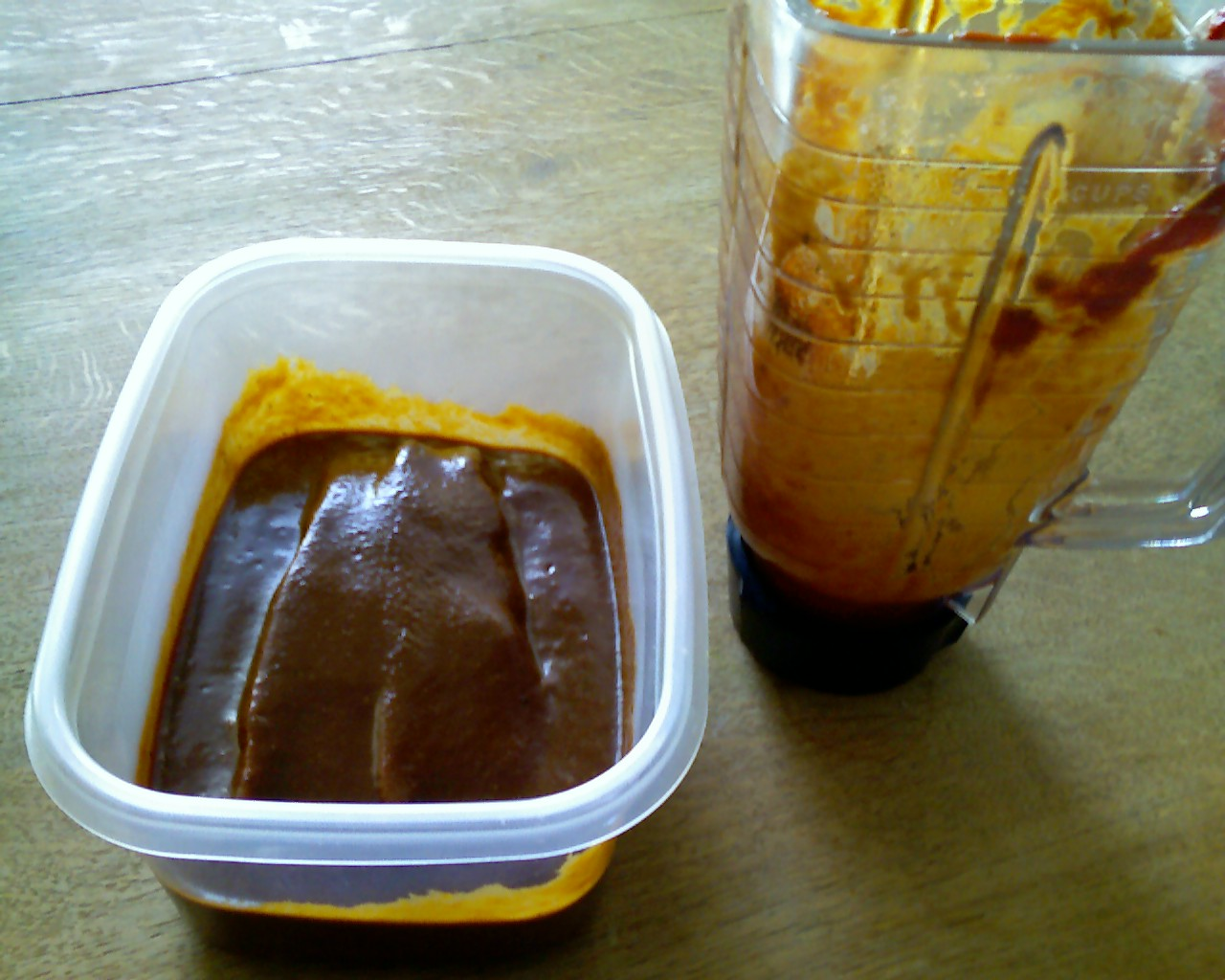
燒烤醬

燒烤醬，又叫烧烤汁、BBQ醬，是一種在燒烤的过程中使用的调味料，给烤制的食物增加味道用的。用法可以把食物加入烧烤汁醃漬至入味后烤，或烧烤時塗上去。

## 美式燒烤醬
美式燒烤醬的色水深紅到深啡，基本材料有茄膏、醋、食糖、和香料，如黑椒、芥辣、辣酱、煙熏液等。除了在燒烤時用外，美式燒烤醬也可以在其他烹調方法加入，使食物(如薯片、煎漢堡扒）有燒烤的風味。

### 歷史
燒烤醬的最早記載源于17世紀美國南部殖民地。早期的烹飪書并不詳細記載燒烤醬的食譜。第一個商業化生產的燒烤醬是由在亞特蘭大的喬治亞燒烤醬製作公司生產；它的廣告在1909年1月31日的亞特蘭大憲法報出現。 隨後， 亨氏食品公司在1940年发行它的燒烤醬，而卡夫食品也同時在它們发行的食用油附送燒烤用香料。

## 日式
日式的燒烤醬有很多類型，如蒲燒、照燒、日式烤雞串等，但大多都是用醬油、糖水、大蒜、薑、和清酒或味醂製成的醬料，在燒烤肉品過程中外層塗抹。